# トーマス・デルフライン

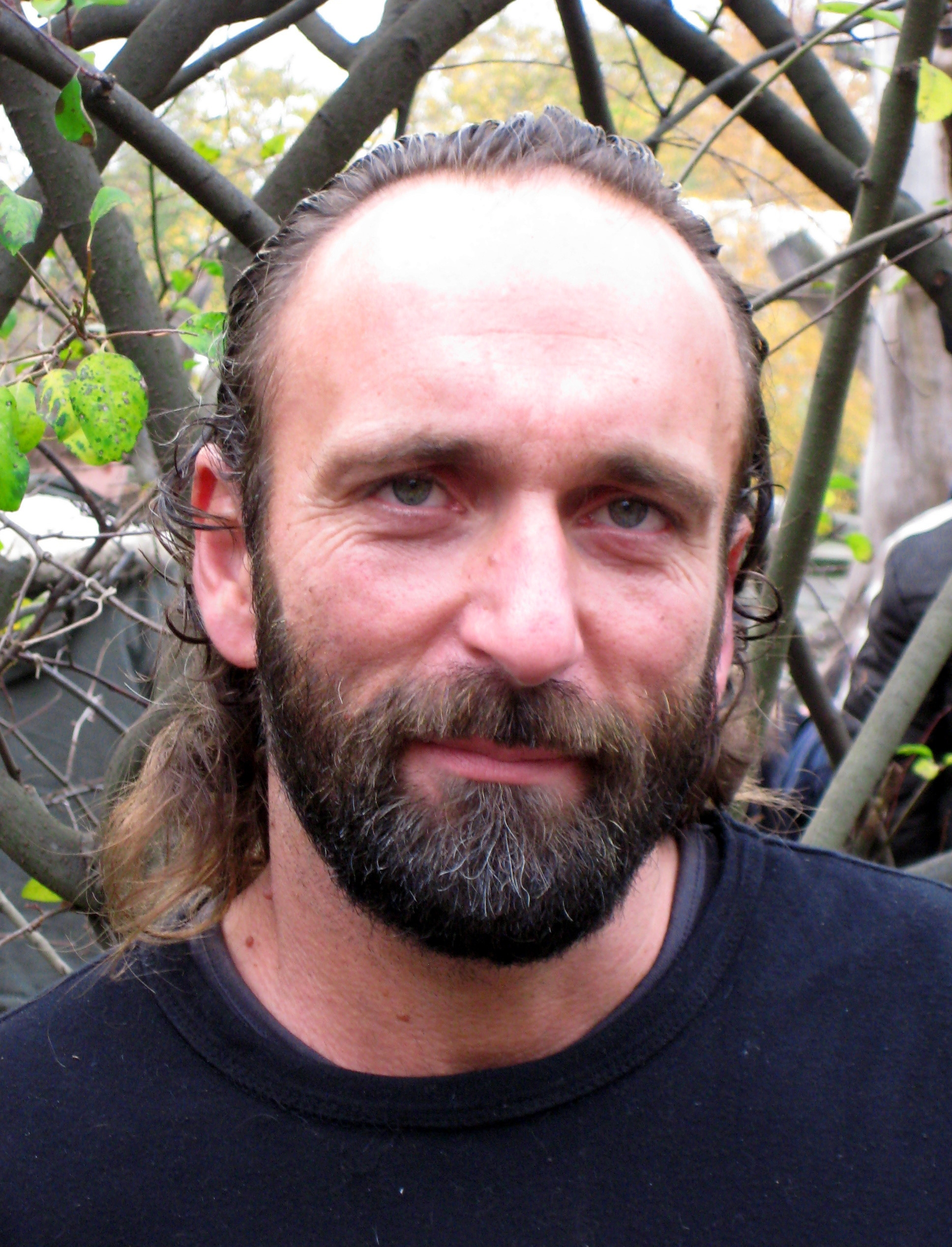
トーマス・デルフライン（Thomas Dörflein）

トーマス・デルフライン（Thomas Dörflein、1963年10月13日 - 2008年9月22日）は、ドイツの動物園飼育係。

## 生涯
1963年にベルリンで生まれる。1982年からベルリン動物園に勤務。世界的に人気を博した同動物園のホッキョクグマ「クヌート」の飼育係として有名となった。2008年にベルリン市内の自宅アパートで心臓発作により死去。44歳没。

## 来歴
- 1963年10月13日 - 誕生
- 1982年 - ベルリン動物園に就職
- 2006年12月5日 - クヌート誕生
- 2008年9月22日 - 死去

## 写真集

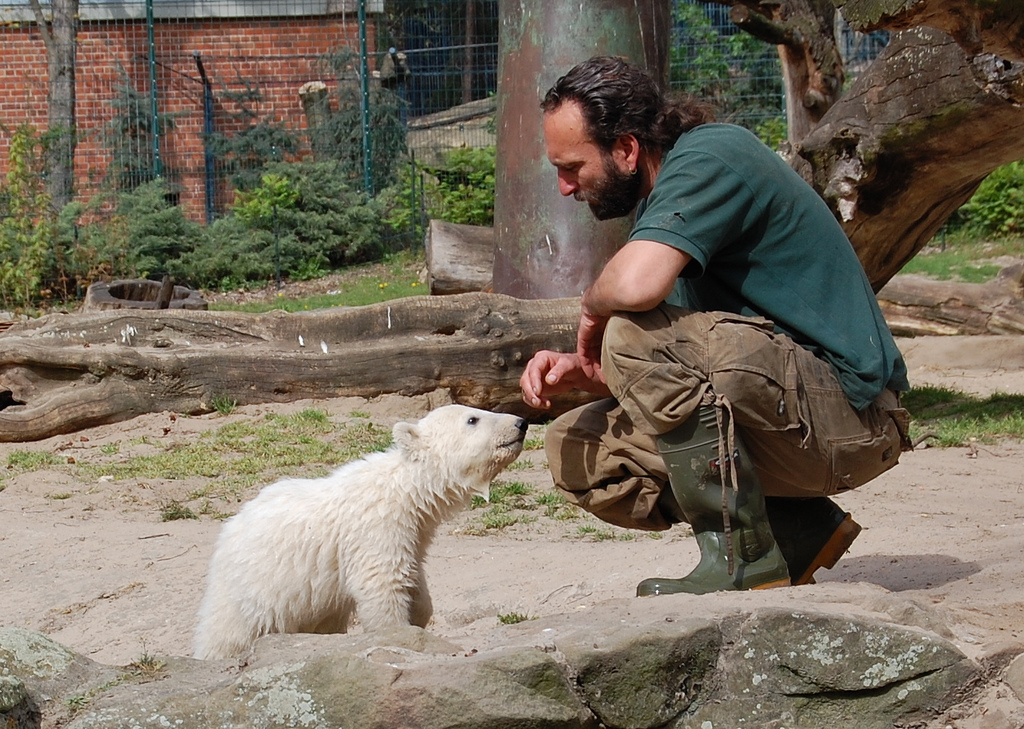
クヌートの世話をするトーマス・デルフライン。（2007年4月19日、ベルリン動物園）
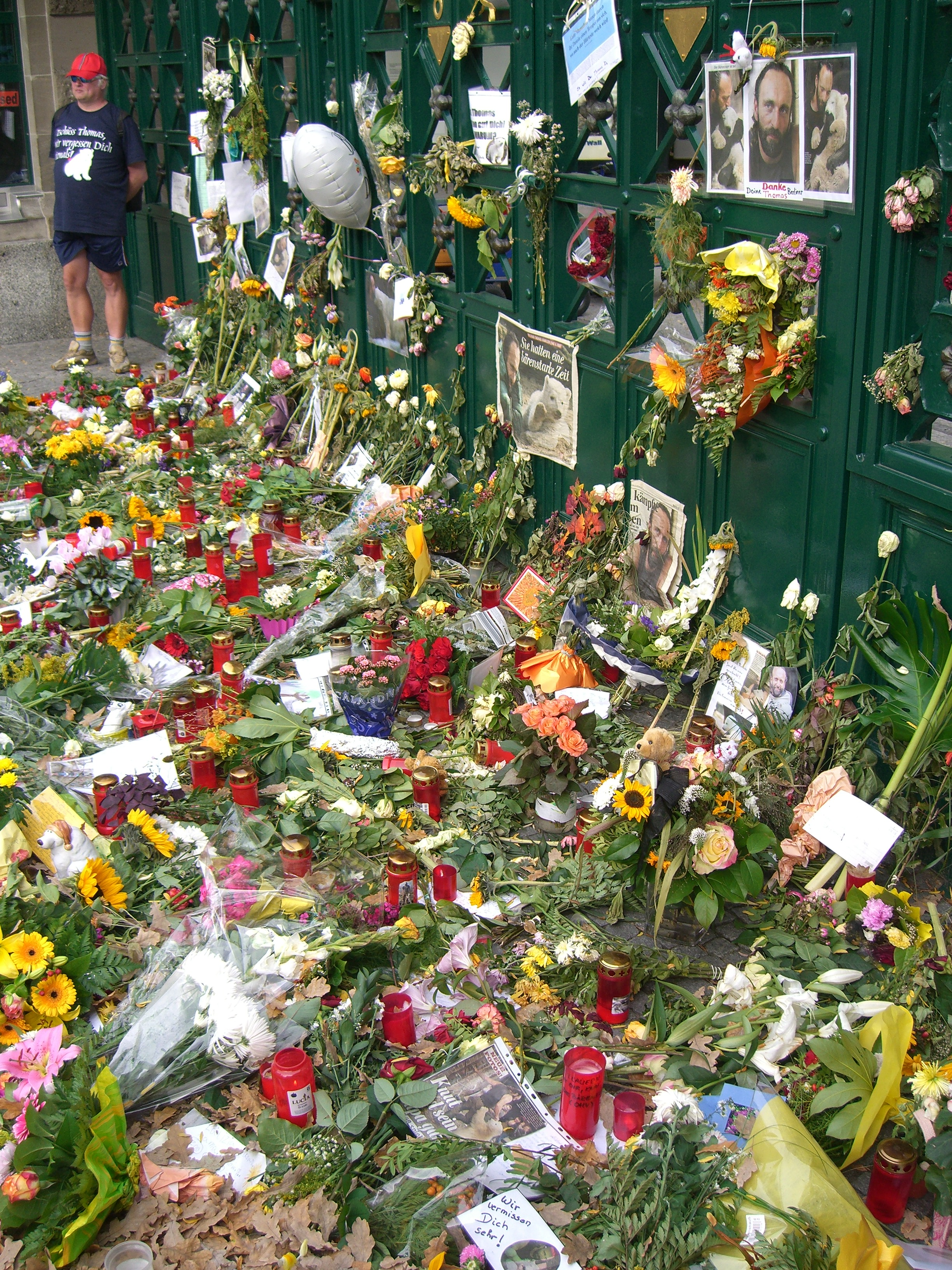
彼の死を悼む人々によって手向けられた沢山の花束。（2008年9月29日、ベルリン動物園）